# کریستین گراونور

## کریستیتن گراونور
کریستین گراونور خبرنگار اخبار مونترال و مقاله‌نویس شهری که تا کنون بیش از یک هزار مقاله در مورد شهر برای انواع مجلات و روزنامه‌ها نوشته است. او نوشتن مقالات را در ۱۶ سالگی آغاز کرد.گراونور از دانشگاه مگ گیل و دانشگاه کونکوردیا فارغ‌التحصیل شده‌است. او فرزند کالین گراونور و پاتریشیا رابرتز است .وی در سال ۲۰۰۲ به همراه برادرش جی دی گراونور کتاب راهنمای شهر مونترال (شهر ناشناخته) را تألیف کرد.